# Тестов, Виктор Николаевич
Ви́ктор Никола́евич Те́стов (род. 16 ноября 1962, Свердловск) — российский политик, исполняющий обязанности главы Екатеринбурга — председателя Екатеринбургской городской думы 25 мая — 25 сентября 2018 года. c 24 сентября 2013 года. Заместитель Председателя Екатеринбургской городской Думы

## Биография
Виктор Николаевич Тестов родился 16 ноября 1962 года в городе Свердловске в семье служащих.
С 1981 по 1983 год, во время учёбы в университете, принимал активное участие в студенческом движении стройотрядов — возводил объекты социального и стратегического значения на Всесоюзной ударной комсомольской стройке КАТЭК (Канско-Ачинский топливно-энергетический комплекс, Красноярский край). Был выбран комиссаром линейного студенческого стройотряда «Кварцит».
Трудовой путь начал в 1985 году инженером Научно-исследовательского сектора в СГИ.
В 1987—1992 годах — оперативный сотрудник Управления КГБ по Свердловской области, входил в состав антитеррористического подразделения «Набат», воинское звание — майор.
В 1992 году — начальник валютного отдела Екатеринбургского филиала банка «Капитал».
В 1995 году Виктор Николаевич был назначен директором ЗАО «Таганский ряд». Находился в должности до 2013 года.
В 2001 году был учрежден и активно действует «Фонд помощи экипажам атомных ракетных подводных крейсеров стратегического назначения „Екатеринбург“ и „Верхотурье“», членом попечительского совета которого является Виктор Николаевич.
В 2002 году для более эффективной организации мероприятий по благоустройству и соблюдению порядка на территории микрорайона Сортировочного была образована общественная организация «Порядок в районе».

### Политическая карьера
C 2005 года Виктор Николаевич Тестов избирается депутатом Екатеринбургской городской думы IV, V и VI созывов. Работал в составе постоянных комиссий по бюджету и экономической политике, по безопасности жизнедеятельности населения, возглавлял комиссию по муниципальной собственности.
C 24 сентября 2013 года — заместитель председателя Екатеринбургской городской думы.
С 25 мая 2018 — 25 сентября временно исполняющий полномочия Главы Екатеринбурга — Председателя Екатеринбургской городской думы.

### Образование
1985 год — Свердловский горный институт по специальности «Разработка россыпных месторождений полезных ископаемых».
1988 год — Высшие курсы КГБ СССР.
1992 год — Уральская школа менеджеров.
2001 год — Уральский государственный экономический университет по специальности «Экономика и управление на предприятии (промышленности)».